# Большая лесная свинья

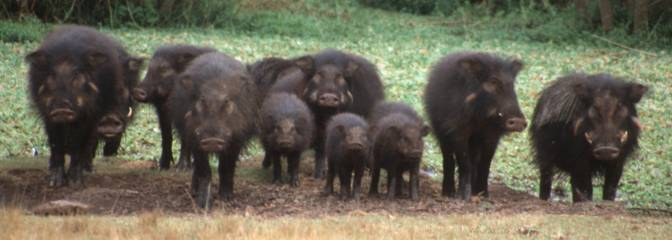
Группа больших лесных свиней

Больша́я лесна́я свинья́ (лат. Hylochoerus meinertzhageni) — вид семейства свиных (Suidae), распространённый в Западной и Центральной Африке.

## Особенности
Большая лесная свинья — самый крупный представитель семейства. Её размеры достигают 130—210 см, высота в плечах — 76—110 см, а вес — 130—275 кг. Средняя величина особей на востоке ареала больше, самцы, как правило, значительно крупнее самок. Длинная и жёсткая шерсть, окрашенная в чёрный цвет, с возрастом начинает выпадать, из-за чего тёмная кожа выглядит голой. Бросается в глаза крупная голова с большим рылом и выраженными желваками по бокам, особенно у самцов. Клыки мощные, но менее выдающиеся, чем у бородавочника.

## Распространение
Большие лесные свиньи обитают в Африке, их ареал тянется от Гвинеи до Танзании. Существуют три географически разделённых популяции вдоль экватора. Западная популяция распространена от Гвинеи до Ганы, центральноафриканская — в Камеруне и Республике Конго, восточная имеет обширный ареал, тянущийся от Демократической Республики Конго до Эфиопии и Танзании. Средой их обитания являются прежде всего тропические леса, иногда также древесные или кустарниковые саванны.

## Поведение
Большие лесные свиньи живут в группах, состоящих как правило, из одного самца, нескольких самок и потомства разного возраста. Территория группы может охватывать до 10 км². Территории разных групп могут при этом пересекаться. Самцы следят за безопасностью группы и нападают на хищников, таких как леопарды или пятнистые гиены. Был известен случай, когда взрослый самец из засады напал на леопарда и, ударив головой хищника, свалил его с ног, проколов клыками живот. Жертвами нападения больших лесных свиней иногда становятся и люди. За роль вожака группы между самцами могут вспыхивать яростные бои, в ходе которых они с большой скоростью сталкиваются головами, что иногда приводит к пролому черепа одного из соперников.
Существуют разные данные о временах суток, в которые большие лесные свиньи активны. Некоторые наблюдения говорят об активности в дневное время, однако иные результаты исследований говорят о том, что на поиски пищи эти животные отправляются в сумерках или ночью.

## Питание
Большие лесные свиньи питаются почти исключительно растительной пищей, предпочитая травы и молодые побеги определённых видов кустарников. В отличие от большинства других свиней, они не роются и не разрывают землю в поисках корней.

## Размножение
После пятимесячной беременности самка рождает на свет от двух до четырёх детёнышей. Перед рождением самка строит своеобразное логово, а спустя неделю после рождения вновь возвращается в группу. В девятинедельном возрасте детёныши отвыкают от молока матери, половая зрелость наступает в возрасте 18 месяцев.

## Большие лесные свиньи и люди

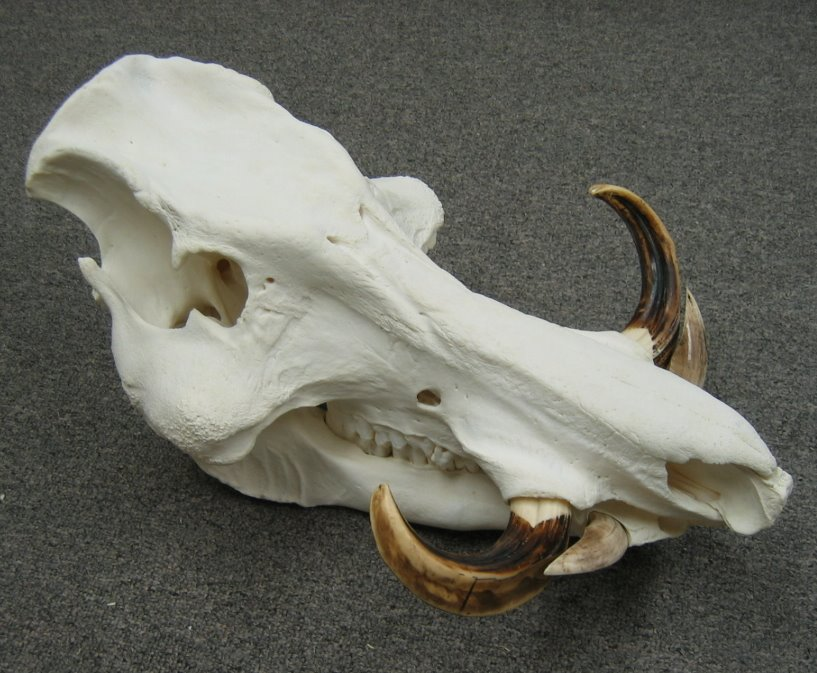
Череп большой лесной свиньи

Большие лесные свиньи стали известны науке относительно поздно. Первое научное описание этого животного было сделано в 1904 году британским зоологом Олдфилдом Томасом. Биномиальный эпитет вида был дан в честь британского офицера и натуралиста Ричарда Майнерцхагена.
В настоящее время ареал большой лесной свиньи разбит на множество отдельных территорий, основными угрозами виду является браконьерство, охота и разрушение его сферы обитания. Тем не менее, вид несмотря на сокращающиеся популяции пока не оценивается как угрожаемый.
Попытки содержать больших лесных свиней в зоопарках пока не были успешными. В неволе эти животные выживали лишь недолго и не давали потомства. Бернхард Гржимек предполагал, что причиной являются недостаточные знания о питании и других жизненных потребностях этого вида. В настоящее время одна самка содержится в зоопарке Сан-Диего.
Среди жителей центральноафриканского региона распространены различные суеверия, связанные с большими лесными свиньями. Существует боязнь самцов, которые иногда нападают на людей.

## Филогения
|  | Potamochoerus                                                  |
|  |                                                                |
|  | \| \| † Kolpochoerus \| \| \| \| \| \| Hylochoerus \| \| \| \| |
|  |                                                                |
|  | † Kolpochoerus                                                 |
|  |                                                                |
|  | Hylochoerus                                                    |
|  |                                                                |

|  | † Kolpochoerus |
|  |                |
|  | Hylochoerus    |
|  |                |

|  | Potamochoerus                                                  |
|  |                                                                |
|  | \| \| † Kolpochoerus \| \| \| \| \| \| Hylochoerus \| \| \| \| |
|  |                                                                |
|  | † Kolpochoerus                                                 |
|  |                                                                |
|  | Hylochoerus                                                    |
|  |                                                                |

|  | † Kolpochoerus |
|  |                |
|  | Hylochoerus    |
|  |                |